# Власенко, Маркел Демидович
Маркел Демидович Власенко (1928—2010) — советский передовик производства в масломолочной промышленности. Герой Социалистического Труда (1966).

## Биография
Родился 2 июня 1928 года в селе Бровничи (на территории современной Новосибирской области) в крестьянской семье.
С 1941 года жил у сестры в городе Джизак Узбекская ССР. С 1944 года после окончании неполной средней школы работал в охране исправительно-трудовой колонии НКВД СССР.
С 1946 года работал — лаборантом Урезского маслозавода. С 1949 года переведен на работу в Венгеровский головной маслозавод, где сначала работал — заведующим сепараторным отделением, а затем — старшим лаборантом.
С 1953 по 1955 году учился в Куйбышевской школе мастеров маслоделия и сыроделия. С 1955 года стал работать — мастером маслоделия Суенгинского головного маслозавода в Маслянинском районе Новосибирской области.
С 1961 по 1988 годы работал — мастером маслоделия на Чановском маслозаводе в Чановском районе Новосибирской области. В 1965 году за достижение выпуска 100 сортов масла М. Д. Власенко было присвоено звание «Мастер высшего класса».
14 июня 1966 года Указом Президиума Верховного Совета СССР «за особые заслуги в выполнении заданий семилетнего плана и достижение высоких технико-экономических показателей по производству молочных продуктов» Маркел Демидович Власенко был удостоен звания Героя Социалистического Труда с вручением Ордена Ленина и золотой медали «Серп и Молот».
С 1973 по 1976 годы М. Д. Власенко становился победителем социалистических соревнований. Неоднократно награждался Почётными грамотами Министерств мясной и молочной промышленности СССР и РСФСР, а также областного и районного уровня, трижды — значком «Отличник социалистического соревнования Министерства мясной и молочной промышленности СССР».
Помимо основной деятельности М. Д. Власенко избирался депутатом Новосибирского областного и Чановского районного советов депутатов трудящихся, членом комиссии Национального комитета СССР по молочному делу (1968). Был участником 53-й Генеральной ассамблеи международной молочной федерации, делегатом XIV съезда ВЦСПС и XXIV съезда КПСС. На протяжении 16 лет был членом  Чановского райкома КПСС.
Жил в посёлке Чаны Новосибирской области. Скончался 26 ноября 2010 года.

## Награды
- Медаль «Серп и Молот» (14.06.1966)
- Орден Ленина (14.06.1966)